# Bobbio Pellice
Bobbio Pellice là một đô thị ở tỉnh Torino trong vùng Piedmont, có vị trí cách khoảng 50 km về phía tây nam của Torino, nước Ý, trên biên giới giáp ranh với nước Pháp. Tại thời điểm ngày 31 tháng 12 năm 2004, đô thị này có dân số 603 người và diện tích là 93,4 km².
Bobbio Pellice giáp các đô thị: Abriès (France), Crissolo, Prali, Ristolas (France), và Villar Pellice.

## Địa điểm tham quan
- Giardino Botanico Alpino "Bruno Peyronel", một vườn thực vật